# Naponski električni izvor
Električnim izvorom općenito smatramo svaku napravu ili sustav koji stvaraju tzv. elektromotornu silu na svojim izlaznim priključnicama. U elektrotehnici, elektronici i drugdje stvarne električne izvore prikazujemo nadomjesnim pojednostavljenim naponskim ili strujnim električnim izvorima.

## Idealni naponski električni izvor
Idealnim naponskim električnim izvorom (u daljnjem tekstu: naponski izvor, struja, napon, otpor) podrazumijevamo takav električni izvor gdje napon na izlaznim priključnicama izvora ne ovisi o struji koja protiče kroz njega i ne ovisi o opterećenju. Idealni naponski izvor uvijek će davati jednaku nazivnu elektromotornu silu, označimo je s V prema slici lijevo, bez obzira na vrijednost opteretnog otpora R i struju I koja protiče strujnim krugom. Idealni naponski izvor ima beskonačno mali unutarnji otpor i nerijetko ga u elektrotehnici nazivamo izvorom konstantnog napona. Idealni naponski izvor bi u zamišljenim prilikama kratkog spoja mogao na svom izlazu dati bekonačno veliku struju, no u stvarnosti kratko spajanje realnog naponskog izvora ima za posljedicu njegovo toplinsko uništenje.

## Realni naponski izvor
U stvarnim prilikama naponski izvor možemo predstaviti idealnim naponskim izvorom nazivne elektromotorne sile, označimo je sada s {\displaystyle V_{S}} prema slici desno, te u seriju s njim spojenim unutrašnjim otporom izvora {\displaystyle R_{S}} (govori se i o unutarnjem otporu baterije, generatora, pojačala i td.). Neopterećen, naponski izvor na priključnicama iskazuje napon {\displaystyle V_{S}} koji je jednak elektromotornoj sili izvora. Opterećen, naponski izvor iskazuje na svojim priključnicama napon koji je manji od elektromotorne sile i ovisi o međusobnom odnosu unutarnjeg otpora {\displaystyle R_{S}} izvora i priključenog opterećenja, otpora {\displaystyle R_{L}}. Povećanjem unutarnjeg otpora naponskog izvora u odnosu na dato opterećenje, naponski izvor sve više gubi svoja obilježja i njegov napon na izlazu postaje sve ovisniji o priključenom opterećenju. U slučaju kratkog spoja sav pad napona i cjelokupan utrošak energije ostvaruje se na unutarnjem otporu izvora što u stvarnim prilikama ima za posljedicu njegovo uništenje u razmjerno kratkom vremenu.

## Primjeri naponskih izvora
Većina električnih izvora u prirodi ima obilježja naponskih izvora s relativno malim unutarnjim otporom. Unutrašnji otpor naponskog izvora ovisan je, na primjer, o radnom i induktivnom otporu svitaka električnog generatora, o tromosti kemijskog procesa putem kojeg dolazi do odvajanja naboja u izvoru, odn. općenito o fizikalnim ili kemijskim uvjetima prilikom kojih dolazi do nastanka elektromotorne sile.
S gledišta potrošača naponski izvor predstavlja utičnica u zidu putem koje se priključujemo na električnu mrežu, električnu bateriju ili akumulator u nekoj od niza standardnih izvedbi, alternator u automobilu ili električni generator u vjetroelektrani.
Za razliku od navedenih naponskih električnih izvora postoje i naponski aktivni električni izvori koji su zasnovani na konstrukciji različitih elektroničkih sklopova čiji je osnovni cilj smanjenje unutrašnjeg otpora izvora i održavanje postojanosti njegova napona.

## Naponski i strujni električni izvori
Premda u primjeni nalazimo daleko više naponskih izvora u odnosu na strujne izvore, u rješavanju različitih električnih mreža i elektroničkih krugova često je praktično naponske izvore pretvarati u strujne električne izvore.
Ako je realni naponski izvor opisan idealnim naponskim izvorom napona {\displaystyle V_{S}} = 10 V i njemu u seriju spojenim unutarnjim otporom {\displaystyle R_{S}}= 1 Ohm, tada će nadomjesni strujni izvor imati onu nazivnu struju koja bi potekla strujnim krugom s naponskim izvorom u uvjetima kratkog spoja naponskog izvora, dakle I=10 A. Slijedom odgovarajuće recipročnosti, u pretvorbi naponskog izvora u strujni se unutarni otpor izvora {\displaystyle R_{S}} kod strujnog izvora spaja paralelno strujnom izvoru, odn. izvoru konstantne struje.
Pretvorba naponskih izvora u strujne može se na isti način izvesti i za izmjenični i bilo koji drugi oblik napona i struje, ali uz preduvjet da se u slučaju električnih mreža i izvora s kompleksnim opterećenjima i kompleksnim unutarnjim otporima pretvorba izvede sukladno pravilima kompleksnog računa.